# Heraclia flaviventris
Heraclia flaviventris là một loài bướm đêm trong họ Noctuidae.